# Lanico
Il Lanico (Lànec in dialetto camuno) è un torrente della Val Camonica, in provincia di Brescia.
Il torrente nasce in Val di Lozio, al passo di lifretto e scende fino al fiume Oglio, attraversando i comuni di Lozio e Malegno.
Anticamente "Lanico" era anche il nome di un abitato oggi accorpato a Malegno.